# CONCACAF Caribbean Club Shield 2023
Navigation
Édition précédente Édition suivante
Le Caribbean Club Shield 2023 est la sixième édition de cette compétition. Organisée du 3 au 13 août 2023 à Saint-Christophe-et-Niévès par la CONCACAF, cette compétition voit s'affronter les meilleures équipes des championnats amateurs de l'Union caribéenne de football (UCF ou CFU).
Avec l'expansion de la Coupe des champions de la CONCACAF en 2024, le Caribbean Club Shield devient un tournoi qualificatif à la Coupe caribéenne de la CONCACAF qui détermine elle-même les qualifiés à la compétition reine dans la région.

## Participants
Parmi les 31 associations membres de l'Union caribéenne de football, seules quatre disposent d'un championnat professionnel selon les critères de la CONCACAF. Ainsi, les vingt-sept autres associations peuvent présenter une équipe en Caribbean Club Shield. Pour cette édition, quinze clubs disputent la compétition.
| Nation                     | Club                        | Méthode de qualification                              |
| Aruba                      | SV Dakota                   | Champion d'Aruba en 2021-2022                         |
| Îles Caïmans               | Scholars International      | Champion des îles Caïmans en 2022                     |
| Curaçao                    | CRKSV Jong Holland          | Champion de Curaçao en 2022                           |
| Dominique                  | South East FC               | Vainqueur de la Patrick John's Cup 2022               |
| République dominicaine     | O&M FC (en)                 | Non finaliste avec le deuxième meilleur bilan en 2022 |
| Guyane française           | AS Étoile de Matoury        | Équipe la mieux classée en 2021-2022                  |
| Guadeloupe                 | Solidarité scolaire         | Champion de Guadeloupe en 2021-2022                   |
| Martinique                 | Golden Lion de Saint-Joseph | Champion de la Martinique en 2021-2022                |
| Porto Rico                 | Metropolitan FA (en)        | Champion de Porto Rico en 2022                        |
| Saint-Christophe-et-Niévès | St. Paul's United (en)      | Champion de Saint-Christophe-et-Niévès en 2021-2022   |
| Sainte-Lucie               | B1 FC                       | Champion de Sainte-Lucie en 2022                      |
| Saint-Martin               | Junior Stars (en)           | Champion de Saint-Martin en 2021-2022                 |
| Suriname                   | SV Robinhood                | Champion du Suriname en 2022                          |
| Trinité-et-Tobago          | Club Sando                  | Troisième de Trinité-et-Tobago en 2023 au 2 juin 2023 |
| Îles Turques-et-Caïques    | SWA Sharks (en)             | Champion des Îles Turques-et-Caïques en 2021-2022     |

Associations ne présentant pas d'équipe à cette compétition
- Anguilla
- Antigua-et-Barbuda
- Bahamas
- Barbade
- Bermudes
- Bonaire
- Îles Vierges américaines
- Îles Vierges britanniques
- Cuba
- Grenade
- Montserrat
- Sint-Maarten
- Saint-Vincent-et-les-Grenadines

| Suriname : SV Robinhood Guyane : Étoile de Matoury Dakota Scholars Jong Holland South East O&M FC Solidarité scolaire Golden Lion Metropolitan St. Paul's B1 FC Junior Stars Club Sando SWA Sharks |

## Phase de groupes
Le tirage au sort des groupes est effectué le 7 juin 2023.
Les premiers de chacun des groupes sont qualifiés pour la suite de la compétition.
Les matchs se jouent au Warner Park et au SKNFA Technical Centre.
Légende des classements
- Qualifié pour les Demi-finales

Légende des résultats
- Victoire à domicile
- Match nul
- Victoire à l'extérieur

### Groupe A
| Rang | Équipe                 | Pts | J | G | N | P | Bp | Bc | Diff |  | Résultats (▼ dom., ► ext.) |  |     |     |     |
| ---- | ---------------------- | --- | - | - | - | - | -- | -- | ---- |  | -------------------------- |  | --- | --- | --- |
| 1    | Metropolitan FA (en)   | 9   | 3 | 3 | 0 | 0 | 7  | 0  | +7   |  | Metropolitan FA (en)       |  | 2-0 | 2-0 | 3-0 |
| 2    | CRKSV Jong Holland     | 6   | 3 | 2 | 0 | 1 | 4  | 4  | 0    |  | CRKSV Jong Holland         |  |     | 2-1 | 2-1 |
| 3    | St. Paul's United (en) | 1   | 3 | 0 | 1 | 2 | 2  | 5  | -3   |  | St. Paul's United (en)     |  |     |     | 1-1 |
| 4    | Junior Stars (en)      | 1   | 3 | 0 | 1 | 2 | 2  | 6  | -4   |  | Junior Stars (en)          |  |     |     |     |

### Groupe B
| Rang | Équipe                      | Pts | J | G | N | P | Bp | Bc | Diff |  | Résultats (▼ dom., ► ext.)  |  |     |      |
| ---- | --------------------------- | --- | - | - | - | - | -- | -- | ---- |  | --------------------------- |  | --- | ---- |
| 1    | Golden Lion de Saint-Joseph | 6   | 2 | 2 | 0 | 0 | 15 | 1  | +14  |  | Golden Lion de Saint-Joseph |  | 4-0 | 11-1 |
| 2    | Scholars International      | 3   | 2 | 1 | 0 | 1 | 2  | 4  | -2   |  | Scholars International      |  |     | 2-0  |
| 3    | South East FC               | 0   | 2 | 0 | 0 | 2 | 1  | 13 | -12  |  | South East FC               |  |     |      |

### Groupe C
| Rang | Équipe               | Pts | J | G | N | P | Bp | Bc | Diff |  | Résultats (▼ dom., ► ext.) |  |     |     |     |
| ---- | -------------------- | --- | - | - | - | - | -- | -- | ---- |  | -------------------------- |  | --- | --- | --- |
| 1    | SV Robinhood         | 9   | 3 | 3 | 0 | 0 | 11 | 3  | +8   |  | SV Robinhood               |  | 4-2 | 2-1 | 5-0 |
| 2    | AS Étoile de Matoury | 6   | 3 | 2 | 0 | 1 | 8  | 5  | +3   |  | AS Étoile de Matoury       |  |     | 2-1 | 4-0 |
| 3    | O&M FC (en)          | 3   | 3 | 1 | 0 | 2 | 10 | 6  | +4   |  | O&M FC (en)                |  |     |     | 8-2 |
| 4    | B1 FC                | 0   | 3 | 0 | 0 | 3 | 2  | 17 | -15  |  | B1 FC                      |  |     |     |     |

### Groupe D
| Rang | Équipe              | Pts | J | G | N | P | Bp | Bc | Diff |  | Résultats (▼ dom., ► ext.) |  |     |     |     |
| ---- | ------------------- | --- | - | - | - | - | -- | -- | ---- |  | -------------------------- |  | --- | --- | --- |
| 1    | Club Sando          | 9   | 3 | 3 | 0 | 0 | 16 | 0  | +16  |  | Club Sando                 |  | 3-0 | 4-0 | 9-0 |
| 2    | SV Dakota           | 6   | 3 | 2 | 0 | 1 | 3  | 3  | 0    |  | SV Dakota                  |  |     | 1-0 | 2-0 |
| 3    | Solidarité scolaire | 1   | 3 | 0 | 1 | 2 | 1  | 6  | -5   |  | Solidarité scolaire        |  |     |     | 1-1 |
| 4    | SWA Sharks (en)     | 1   | 3 | 0 | 1 | 2 | 1  | 12 | -11  |  | SWA Sharks (en)            |  |     |     |     |

## Phase finale
Les matchs se jouent au SKNFA Technical Centre à Saint-Christophe-et-Niévès.

### Tableau
|  | Demi-finales                | Demi-finales                | Demi-finales                | Demi-finales                |                               |              | Finale       | Finale       | Finale       | Finale       |
|  |                             |                             |                             |                             |                               |              |              |              |              |              |
|  | 11 août 2023                | 11 août 2023                | 11 août 2023                | 11 août 2023                |                               |              | 13 août 2023 | 13 août 2023 | 13 août 2023 | 13 août 2023 |
|  | SV Robinhood                | SV Robinhood                | 5                           | 5                           |                               |              | 13 août 2023 | 13 août 2023 | 13 août 2023 | 13 août 2023 |
|  | SV Robinhood                | SV Robinhood                | 5                           | 5                           |                               |              | 13 août 2023 | 13 août 2023 | 13 août 2023 | 13 août 2023 |
|  | Metropolitan FA (en)        | Metropolitan FA (en)        | 0                           | 0                           |                               |              | 13 août 2023 | 13 août 2023 | 13 août 2023 | 13 août 2023 |
|  | Metropolitan FA (en)        | Metropolitan FA (en)        | 0                           | 0                           | SV Robinhood                  | SV Robinhood | 5            | 5            |              |              |
|  | 11 août 2023                |                             |                             |                             | SV Robinhood                  | SV Robinhood | 5            | 5            |              |              |
|  |                             |                             | Golden Lion de Saint-Joseph | Golden Lion de Saint-Joseph | 1                             | 1            |              |              |              |              |
|  | Club Sando                  | Club Sando                  | Golden Lion de Saint-Joseph | Golden Lion de Saint-Joseph | 1                             | 1            | 1            | 1            |              |              |
|  | Club Sando                  | Club Sando                  |                             |                             |                               |              |              | 1            |              |              |
|  | Golden Lion de Saint-Joseph | Golden Lion de Saint-Joseph | 2                           | 2                           |                               |              |              |              |              |              |
|  | Golden Lion de Saint-Joseph | Golden Lion de Saint-Joseph | 2                           | 2                           | Match pour la troisième place |              |              |              |              |              |
|  |                             |                             |                             |                             |                               |              |              |              |              |              |
|  | 13 août 2023                |                             |                             |                             |                               |              |              |              |              |              |
|  | Metropolitan FA (en)        | Metropolitan FA (en)        | 1                           | 1                           |                               |              |              |              |              |              |
|  | Metropolitan FA (en)        | Metropolitan FA (en)        | 1                           | 1                           |                               |              |              |              |              |              |
|  | Club Sando                  | Club Sando                  | 6                           | 6                           |                               |              |              |              |              |              |
|  | Club Sando                  | Club Sando                  | 6                           | 6                           |                               |              |              |              |              |              |

### Demi-finales
Les deux vainqueurs se qualifient pour la Coupe caribéenne de la CONCACAF 2023 tandis que les perdants s'affrontent en petite finale.
| 11 août 2023 | SV Robinhood                                        | 5 - 0   | Metropolitan FA (en) | SKNFA Technical Centre |             |
| 16h00        | Cairo 41e 72e 75e · Andro 45e · Da Silva 69e (pen.) | (2 - 0) |                      | Arbitrage :            | Arbitrage : |
| 16h00        | Rapport                                             |         |                      | Arbitrage :            | Arbitrage : |

| 11 août 2023 | Club Sando | 1 - 2   | Golden Lion de Saint-Joseph  | SKNFA Technical Centre |             |
| 19h00        | Jones 45e  | (1 - 2) | 12e Bellance · 24e Parsemain | Arbitrage :            | Arbitrage : |
| 19h00        | Rapport    |         |                              | Arbitrage :            | Arbitrage : |

### Petite finale
| 13 août 2023 | Metropolitan FA (en) | 1 - 6   | Club Sando                                                     | SKNFA Technical Centre |             |
| 16h00        | Ferrer (en) 39e      | (1 - 3) | 11e Phillip · 32e Thomas · 45e Kesar · 66e 68e 89e Dillon (en) | Arbitrage :            | Arbitrage : |
| 16h00        | Rapport              |         |                                                                | Arbitrage :            | Arbitrage : |

### Finale
Les deux finalistes sont qualifiés pour la Coupe caribéenne de la CONCACAF 2023.
| 13 août 2023 | SV Robinhood                                                    | 5 - 1   | Golden Lion de Saint-Joseph | SKNFA Technical Centre |             |
| 19h00        | Andro 26e · Cairo 37e 39e · Rigters (en) 72e · Adipi 77e (pen.) | (3 - 0) | 68e Lamasine                | Arbitrage :            | Arbitrage : |
| 19h00        | Rapport                                                         |         |                             | Arbitrage :            | Arbitrage : |